# Campo Cuarenta y Cuatro
Campo Cuarenta y Cuatro är en ort i Mexiko.   Den ligger i kommunen Culiacán och delstaten Sinaloa, i den västra delen av landet, 1 000 km nordväst om huvudstaden Mexico City. Campo Cuarenta y Cuatro ligger 9 meter över havet och antalet invånare är 141.
Terrängen runt Campo Cuarenta y Cuatro är mycket platt. Runt Campo Cuarenta y Cuatro är det ganska tätbefolkat, med 155 invånare per kvadratkilometer. Närmaste större samhälle är Licenciado Benito Juárez, 16,5 km nordväst om Campo Cuarenta y Cuatro. Trakten runt Campo Cuarenta y Cuatro består till största delen av jordbruksmark.